# أرخس
أُرْخُس هي قرية تاريخيَّة من نواحي ساودار قرب سمرقند، تبعد عنها أربعة فراسخ عند الجبال.

## التسمية
ذكر ياقوت الحموي أن اسمها يُنطق "بضم أوله وثانيه، وسكون الخاء المعجمة، وسين مهملة".

## أعلام
نُسب إليها العالم العباس بن عبد الله الأرخسي أو الرُّخسي.

### فهرس المنشورات
1. 1 2 3  الحموي (1977)، ج. 1، ص. 145.

### معلومات المنشورات كاملة
الكتب مرتبة حسب تاريخ النشر
- ياقوت الحموي (1977)، معجم البلدان (ط. 1)، بيروت: دار صادر، OCLC:1014032934، QID:Q114913343